# Macaco de Taiwan
El macaco de Taiwan (Macaca cyclopis) és una espècie de macaco. Com indica el seu nom, aquest primat és endèmic de l'illa asiàtica de Taiwan (tot i que els humans també l'han introduït al Japó).
Els avantpassats del macaco de Taiwan van tenir el seu origen a la Xina continental, però, durant l'última Era de Gel, l'Estret de Taiwan estava cobert per gel pel qual moltes espècies animals es traslladaven amb facilitat. Això va permetre'ls moure's fins l'illa de Taiwan. Després del desglaç, els macacos que van quedar a l'illa van evolucionar gradualment en una espècie única.
Es tracta d'un macaco robust, amb una cua de 36 a 45 centímetres. Fa uns 56 cm de llargada. Els mascles pesen una mitjana de 6 kg i les femelles una mitjana de 4,9 kg. El pelatge és de color marró fosc.

## Classificació de macacos
Jack Fooden, un famós primatòleg, va classificar les vint-i-una espècies de macaco en quatre categories segons les diferències anatòmiques dels seus òrgans sexuals. Va determinar que el grup del macaco de Taiwan estava integrat pel macaco japonès, el macaco menjacrancs i el macaco rhesus.